# Sophira ypsilon
Sophira ypsilon är en tvåvingeart som först beskrevs av Camillo Rondani 1875.  Sophira ypsilon ingår i släktet Sophira och familjen borrflugor. Inga underarter finns listade i Catalogue of Life.